# 미뢰

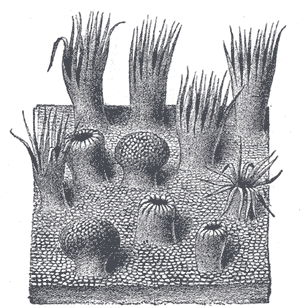

미뢰(味蕾) 또는 맛봉오리는 주로 혀·연구개 등 구강에 있는 세포로, 맛세포가 꽃잎처럼 겹쳐진 형태이다. 맛세포는 침에 용해된 음식과 접촉하여 맛을 느끼는 역할을 한다. 미뢰는 여섯 가지 맛을 느낄 수 있는데, 단맛·쓴맛·짠맛·신맛·감칠맛·지방맛이다.
혀나 입천장, 후두 그리고 인두 등에 약 1만여개가 분포하며, 각각의 미뢰에 20~30여개의 맛 수용세포가 분포한다. 30일마다 재생되는데 몸의 영양 상태가 나쁘거나 나이가 들면 숫자가 감소한다.
그리고 개는 인간보다 미뢰의 수가 더 많다.